# Argyrogramma diminuta
Argyrogramma diminuta är en fjärilsart som beskrevs av Walker 1865. Argyrogramma diminuta ingår i släktet Argyrogramma och familjen nattflyn. Inga underarter finns listade i Catalogue of Life.